# 韩锡胙
韩锡祚（1716年—1776年），又名錫胙，字介屏，又字介圭，號湘岩，别署少微山人、妙有山人，浙江青田人，清朝政治人物，戏曲作家。

## 生平
康熙五十五年（1716年）生。乾隆六年（1741年）辛酉拔贡。赴北京渴选，肄业国子监，补八旗教习。乾隆十二年（1747年），顺天丁卯中举。教习期满，授山东平陽知县。歷任禹城、齐河、篥阳等地知县。曾担任青田县太鹤山麓正谊书院、德州繁露书院山长。1772年接替栋文任轉任松江府知府一职，1775年由林宏德接任。乾隆四十一年（1776年）檄署松太兵备道，不久，升苏松督粮道，未就任而卒，年六十一。有《滑疑集》八卷行世。另撰杂剧《南山法曲》、《砭真记》，传奇《渔村记》等。